# Apneia do sono
Apneia do sono é um distúrbio do sono caracterizado por episódios repetitivos de pausas na respiração ou períodos de respiração pouco profunda durante o sono. As pausas podem ocorrer várias vezes por noite e causam frequentemente dessaturação de oxigénio e microdespertares. Cada pausa pode durar de alguns segundos a alguns minutos. É comum que estas pausas sejam antecedidas por roncos ruidosos. Assim que a respiração regressa à normalidade, a pessoa pode emitir sons semelhantes a um engasgo ou grunhido. Uma vez que a apneia  interfere com a qualidade do sono, as pessoas afetadas podem sentir-se sonolentas ou cansadas durante o dia. Em crianças, a condição pode ser a causa de problemas escolares ou hiperatividade.
Existem três tipos de apneia do sono: "obstrutiva" (ASO), "central" (ASC) e uma conjugação das duas denominada "mista" (ASM). Na ASO, a respiração é interrompida por um bloqueio das vias aéreas, enquanto na ASC a respiração é interrompida devido à falta de esforço respiratório. A ASO é a forma mais comum. Entre os fatores de risco da ASO estão a obesidade, historial da condição entre a família, alergias, pouco calibre das vias aéreas ou amígdalas aumentadas. As pessoas com apneia do sono podem não se aperceber de que têm a condição. Na maioria dos casos, a condição é observada pelo cônjuge ou um membro da família. A apneia do sono é muitas vezes diagnosticada com a ajuda de uma polissonografia. Para o diagnóstico de apneia do sono devem verificar-se mais de cinco episódios por hora.
O tratamento inclui alterações no estilo de vida, dispositivos bucais, dispositivos para ajudar a respirar e intervenções cirúrgicas. Entre as alterações no estilo de vida estão evitar o consumo de bebidas alcoólicas, perder peso, parar de fumar e dormir de lado. Entre os dispositivos para ajudar a respirar está o uso de um dispositivo de pressão positiva contínua na via aérea. Sem tratamento, a apneia do sono pode aumentar o risco de enfarte do miocárdio, acidente vascular cerebral, diabetes, insuficiência cardíaca, arritmia, obesidade e acidentes de trânsito.
A ASO afeta entre 1 e 6% dos adultos e 2% das crianças. A condição afeta duas vezes mais homens do que mulheres. Embora possa afetar pessoas de qualquer idade, é mais comum entre os 55 e 60 anos de idade. A apneia do sono central afeta menos de 1% das pessoas.

## Características
A falta de fluxo de ar adequada geralmente resulta em dessaturação da oxihemoglobina e, no caso de eventos prolongados, em aumento progressivo da pressão parcial de dióxido de carbono no sangue arterial (PaCO2). Na maior parte das vezes, as apneias não são suficientes para despertar a pessoa, mas há uma alteração no padrão de sono, passando do sono profundo para um sono mais superficial. Como este sono não é repousante, as manifestações típicas são uma sensação de "noite mal dormida" ao despertar, assim como fadiga e sonolência durante o dia. O diagnóstico é confirmado através da polissonografia ou por um estudo cardio-respiratório, comummente conhecido como "estudo do sono".
Níveis clinicamente significativos de apneia do sono são definidos como cinco ou mais episódios por hora de qualquer tipo de apneia, através do estudo do sono. Existem três formas distintas de apneia do sono: central, obstrutiva e mista ou complexa (i.e., uma combinação da central e obstrutiva). Na apneia do sono do tipo central, a respiração é interrompida pela "falta de esforço respiratório"; na apneia do sono do tipo obstrutivo, a respiração é interrompida por um bloqueio físico ao fluxo aéreo "apesar de esforço respiratório". Na apneia do sono complexa (ou mista), há uma transição de características centrais para obstrutivas durante os eventos.
Em qualquer um dos tipos, o indivíduo com apneia do sono está raramente consciente de que tem dificuldade para respirar, mesmo depois de acordado. Apneia do sono é, muitas vezes identificada como um problema por outras pessoas que testemunham o indivíduo durante os episódios (durante o sono) ou porque apresentam sintomas típicos da patologia. Os sintomas podem estar presentes por anos (ou mesmo décadas) sem identificação.

## Causas
Dos fatores predisponentes incluem-se:
- Sexo masculino (duas vezes mais comum em homens)[11]
- Aumento da idade (mais comum após os 35 anos)[12]
- Aumento do Índice de Massa Corporal (IMC) (quanto maior o peso maior o risco)[12]
- Obesidade central (abdomen >94 cm nos homens e >80 cm nas mulheres indicam risco) [13]
- Hormônios estrogênios e androgênios.[14]
- Hereditariedade (entre 22 e 84% maior risco entre parentes sanguíneos).[15]

Aumento da complacência das vias aéreas superiores por:
- Uso de drogas miorrelaxantes, álcool, sedativos
- Circunferência do pescoço maior que 40cm.[16]
- Tabagismo (ativo e passivo)

Na infância:
- Hipertrofia de tecido linfóide das vias aéreas superiores (adenoides e amígdalas)
- Malformações congênitas (síndromes genéticas, micrognatia, retrognatia)

### Comorbidades comuns
Apneia e hipopneia estão frequentemente correlacionados com:
- Diabetes - 50% dos diabéticos têm apneia do sono.
- Obesidade - 70% das pessoas com apneia ou hipopneia do sono estão obesas[13] e 70% dos obesos tem apneia ou hipopneia, subindo para 80% entre obesos mórbidos[12].
- Hipertensão - 35% dos hipertensos têm apneia do sono.
- Insuficiência cardíaca - 50% dos pacientes com insuficiência cardíaca têm apneia do sono.
- Infarto - 30% a 50% dos pacientes infartados têm apneia do sono.
- Arritmia cardíaca.
- Fibrilação atrial - 50% dos pacientes com fibrilação atrial têm apneia do sono.
- AVC - 50% dos pacientes com AVC (Acidente Vascular Cerebral) têm apneia do sono.
- Síndrome do ovário policístico (SOP) - mulheres com SOP tem 30 vezes mais risco que a população normal de desenvolver apneia.[17]

Logo, é recomendado fazer um exame de polissonografia para diagnóstico de apneia do sono nos pacientes com diabetes, obesidade, hipertensão, insuficiência cardíaca, infarto, fibrilação atrial, AVC ou acidente vascular cerebral (derrame cerebral). Especialmente após os 60 anos em pessoas acima do peso.

## Fisiopatologia

Entre um e quatro subseguimentos da faringe colapsam sobre a via respiratória impedindo o fluxo de ar.

O fechamento parcial das vias aéreas superiores é definido como hipopneia, enquanto que o fechamento total constitui uma apneia. Nos fechamentos parciais, temos como principal manifestação o ronco, devido à produção de som pelo turbilhonamento alterado do ar expirado. Existe um espectro de doença desde o ronco normal e assintomático até o quadro completo de SAHOS. O ronco pode preceder e evoluir para SAHOS, sendo que a obesidade e o envelhecimento contribuem para isso.
Ocorrem frequentemente durante o sono REM e nos estágios 1 e 2 do sono NREM. As que ocorrem durante o sono REM costumam ser mais graves e duradouras.

## Diagnóstico
O diagnóstico da apneia do sono é feito através de polissonografia.
O principal sintoma da apneia do sono é a sonolência intensa durante o dia. Esta sonolência pode levar a acidentes de automóvel ; ao sono intenso em horas inadequadas, como no trabalho ou na sala de aula. Outras manifestações da doença incluem  o ronco (com pausas respiratórias, as apneias); e dificuldade de manter a concentração e a atenção pela sonolência diurna. Ao dormir, têm também movimentos muito frequentes, durante toda a noite, associados às pausas respiratórias (apneias). (CAPLES, 2005; REIMÃO, 1996)
As apneias podem ser classificadas como obstrutivas, centrais ou mistas:
- Apneias obstrutivas: O diagnóstico clínico dos maiores especialistas do mundo é considerado correto em 50% dos casos, considerando uma prevalência de 5% da doença. O único método de diagnóstico conhecido é a polissonografia, que mede o número total de eventos de apneia + hipopneia por hora, o índice de apneia e hipopneia (IAH). Para um evento ser considerado como obstrutivo, é necessário haver aumento do esforço respiratório reflexo. Se o IAH for maior ou igual a cinco o paciente é considerado portador da síndrome da apneia obstrutiva do sono.
- Apneias centrais: Ao contrário das apneias obstrutivas, não há esforço respiratório reflexo durante as apneias ou hipopneias, e sua etiologia também parece ser bem distinta.
- Apneias mistas: Possuem componentes tanto obstrutivos quanto centrais.

A gravidade da Síndrome da Apnéia e da Hipopnéia Obstrutivas do Sono (SAHOS) é classificada conforme o índice de apneia e hipopneia (IAH - número de hipopneias e apneias por hora):
- de 0-5: normal, é desejável que o IAH seja tão próximo de zero quanto possível. No entanto apresentar um IAH no intervalo [0, 5] significa que não precisa usar máscara respiratória.
- de 5-15: leve;
- de 15-30: moderado;
- mais que 30: grave.

## Tratamento
Medidas gerais:
- Redução do peso corporal;[18]
- Redução do consumo do álcool;

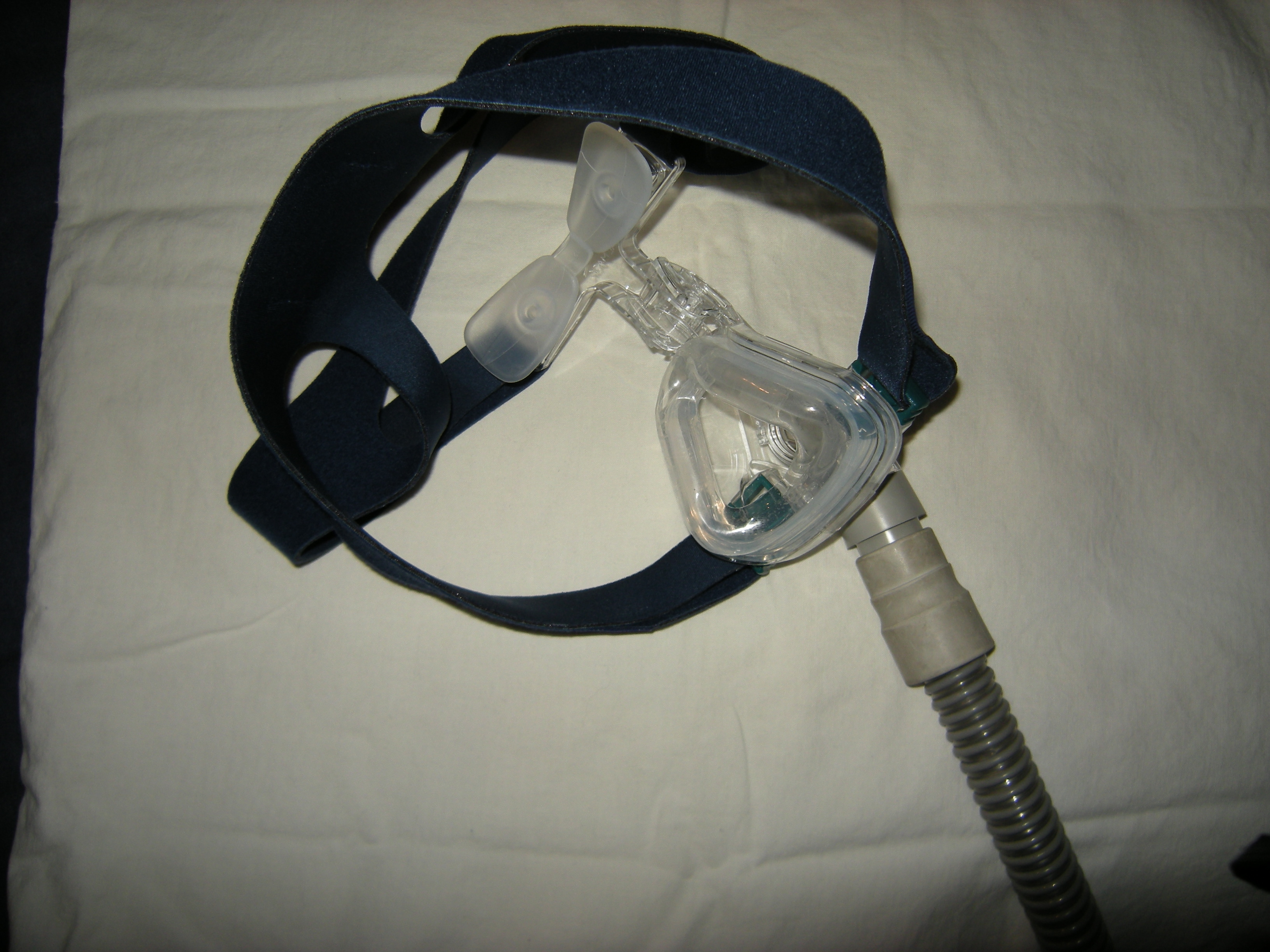
Continuous Positive Airway Pressure (CPAP), um dos possíveis tratamentos.

- Tratamento de congestão nasal, rinite, sinusite;
- Higiene do sono: antes de dormir evitar cigarro, álcool, bebidas com cafeína, exercícios intensos, refeições pesadas, medicamentos sedativos, evitar dormir de barriga para cima, dormir em horário constante.

Tratamento mecânico:
- Uso de CPAP (Continuous Positive Airway Pressure) ou BIPAP (Bilevel Positive Airway Pressure);
- Aparelhos intra-orais.

Tratamento cirúrgico:
- Cirurgia nasal;
- Adenoidectomia;
- Uvulopalatofaringoplastia;
- Traqueostomia;
- Cirurgia ortognática;[19]
- Outros;

## Epidemiologia
A prevalência entre a população geral de casos de SAHOS varia de 1% a 8% em homens e de 1,2% a 2,5% em mulheres, subindo para 10% da população acima de 65 anos e para 46% entre motoristas profissionais

## História
Os primeiros relatos na literatura médica do que hoje é chamado de apneia obstrutiva do sono datam de 1965, quando foi independentemente descrito por pesquisadores franceses e alemães. Entretanto, o quadro clínico dessa condição já era reconhecido há bastante tempo como um traço pessoal, sem uma compreensão do processo patológico. O termo Síndrome de Pickwick, que é algumas vezes usado para a síndrome, foi cunhado pelo médico famoso do século 20 William Osler, que deve ter sido um leitor de Charles Dickens. A descrição de Joe, "o garoto gordo" no romance de Dickens "The Pickwick Papers", é uma figura clínica acurada de um adulto com síndrome da apneia do sono obstrutiva.
Os primeiros relatos na literatura médica descreviam indivíduos que eram muito gravemente afetados, frequentemente se apresentando com hipoxemia grave, hipercapnia e insuficiência cardíaca congestiva. A traqueostomia era o tratamento recomendado. Porém, ainda que pudesse salvar a vida dos pacientes, as complicações no estoma eram frequentes nesses indivíduos muito obesos e de pescoço curto.
O manejo da apneia obstrutiva do sono foi revolucionado com a introdução do CPAP, primeiramente descrito em 1981 por Colin Sullivan e associados em Sydney, Austrália. Os primeiros modelos eram volumosos e barulhentos, mas o design foi rapidamente melhorado e, no final da década de 1980, o CPAP foi amplamente adotado. A disponibilidade de um tratamento efetivo estimulou uma busca agressiva por indivíduos afetados e levou ao estabelecimento de centenas de clínicas especializadas dedicadas ao diagnóstico e tratamento de distúrbios do sono. Embora muitos tipos de problemas do sono sejam reconhecidos, a vasta maioria de pacientes que procuram esses centros têm problemas com sono relacionados à respiração.